# Crocidura nimbae
Crocidura nimbae es una especie de musaraña de la familia de los soricidae.

## Distribución geográfica
Se encuentran en Guinea, Costa de Marfil, Liberia y Sierra Leona.